# Mont Sacré de Varallo
Le Mont Sacré de Varallo est, par sa construction, le plus ancien de tous les Monts Sacrés italiens et étrangers. Il est situé à Varallo Sesia en Piémont. Il est fondé en 1491 par Bernardin Caimi (it), franciscain observant. Il est ajouté au patrimoine mondial de l'UNESCO en juillet 2003, avec les monts sacrés du Piémont (sept au total) et de Lombardie (deux).

## Le site
Le Mont Sacré est édifié sur un sol rocheux, sur le versant du mont Tre Croci sur le gauche orographique du fleuve Sesia à la sortie du Val Mastallone. Cette terrasse naturelle se trouve à 600 m d’altitude et domine le centre historique de Varallo (450 m). Depuis 1980, l’ensemble du Mont Sacré est devenu réserve naturelle spéciale car, outre ses valeurs naturelles, il possède des richesses artistiques de par son architecture, sa peinture, sa sculpture et son artisanat de haut niveau. Le Mont sacré de Varallo est en effet constitué d’une basilique et de 45 chapelles qui sont parfois isolées ou comprises dans de grands ensembles monumentaux (Nazareth, Bethléem, Palais de Pilate, Calvaire, Sépulcre, Maison Parella). Les 800 statues de bois et terre cuite polychromes, grandeur nature, retracent le drame de la vie, la passion, la mort et la résurrection du Christ dans un milieu couvert de fresques.
Le site du Mont Sacré se présente au visiteur divisé en deux zones bien distinctes. La première en pente, couverte de plantes et de verdure, s’organise comme un jardin. Ses chapelles disposées sur les points stratégiques des parcours commencent par « Adam et Ève » ou « le Péché Originel », puis racontent la vie du Christ depuis l’Annonciation jusqu’à l’arrivée du Christ à Jérusalem. La seconde zone, au sommet, précédée par la « Porte Aurea », constituée de palais embellis de portiques, s’articule autour des places des Tribunaux (place Civique) et du Temple (place religieuse), avec la volonté de reproduire la ville de Jérusalem. Ce site est organisé de manière urbaine. Ici les chapelles racontent la vie du Christ à Jérusalem, de la « Dernière Cène », au « Sépulcre », à la « Résurrection du Christ » et à l’« Assomption de la Vierge » qui donne son nom à la basilique. Le caractère de sa ville distingue le Mont sacré de Varallo de tous les autres Monts Sacrés.

## Histoire
La configuration du Mont Sacré est le résultat de nombreuses interventions survenues depuis la fin du XVe jusqu’au milieu du XIXe siècle.
Le promoteur du Mont Sacré fut le père Bernardino Caimi, homme politique et religieux éminent, recteur des Lieux Sacrés palestiniens et ambassadeur de la Cour d’Espagne. Comme l’indique une plaque commémorative, Caimi voulut reproduire les Lieux Sacrés avec l’aide de riches familles, « pour que les personnes ne pouvant s’y rendre en pèlerinage puissent voir Jérusalem ». Après sa mort (1499), les pères Candido Ranzo et Francesco di Marignano poursuivirent son œuvre, épaulés par Gaudenzio Ferrari de Valduggia, peintre, sculpteur, architecte et auteur de magnifiques drames sacrés à scène fixe (« Arrivée des mages », « Crucifixion »). Jusqu’en 1529, il fut le protagoniste essentiel des travaux. Ses successeurs furent Lanino, Giulio Cesare Luini et Fermo Stella de Caravage.
À partir du milieu du XVIe siècle commencèrent des travaux tout à fait nouveaux. En effet, durant la Contre-Réforme on voulut représenter les faits de la vie, la Passion et la mort de Jésus. Le site du Mont fut divisé en deux zones, la plus basse dans la nature et la plus élevée représentant la « ville de Jérusalem ». De 1570 à 1590 les chapelles de la partie verte furent construites, la plupart étaient peintes et ornées de statues. De 1593 à 1640, on entreprit l’organisation urbanistique, architecturale et figurative de la partie surélevée. Ainsi, les premières représentations (« Nazareth », « Bethléem », « Crucifixion », « Sépulcre ») furent intégrées à la nouvelle organisation. Celle-ci insistait sur l’aspect dramatique des faits sacrés, pour mieux diffuser la foi chez les pèlerins. À cette époque, l’œuvre de l’architecte Galeazzo Alessi (1565-1569) fut déterminante, ainsi que celles de Domenico Alfano de Pérouse (1590-1603) et de Bartolomeo Ravelli (1602-1640). Des sculpteurs comme Tabacchetti et Giovanni D’Enrico, des peintres comme Morazzone, Tanzio, Rocca Gherardini et Gianoli travaillèrent sur la représentation scénique projetée par Gaudenzio Ferrari, mais ce furent les deux artistes Il Morazzone et Giovanni d'Enrico, et surtout les frères d’Enrico, Giovanni et Tanzio, qui donnèrent au Mont Sacré de Varallo sa qualification de « Grand Théâtre montagnard ».

## Galerie

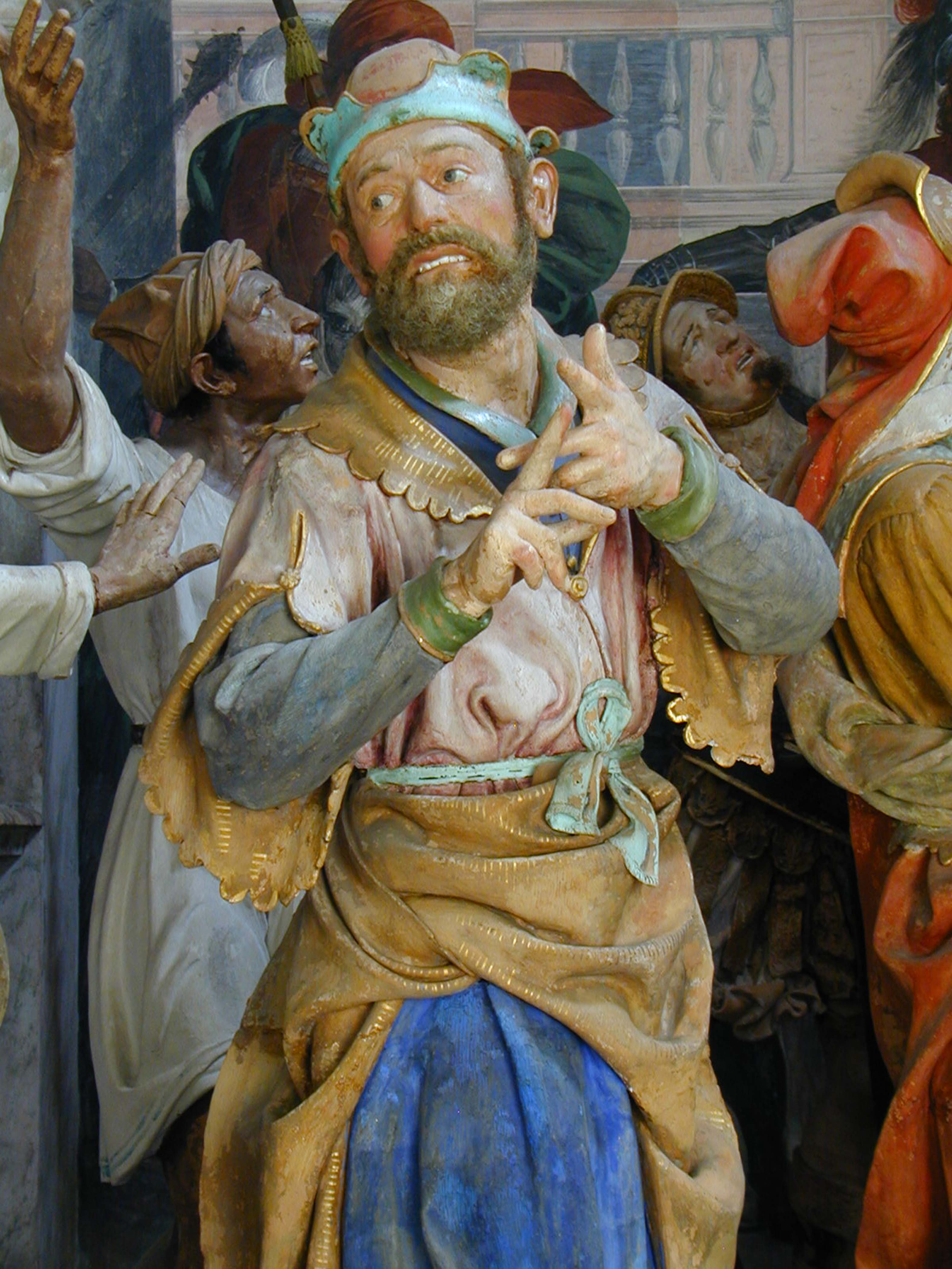
Sacro Monte di Varallo, Cappella XXXIII. Giovanni d’Enrico, Ecce Homo, 1608-9.
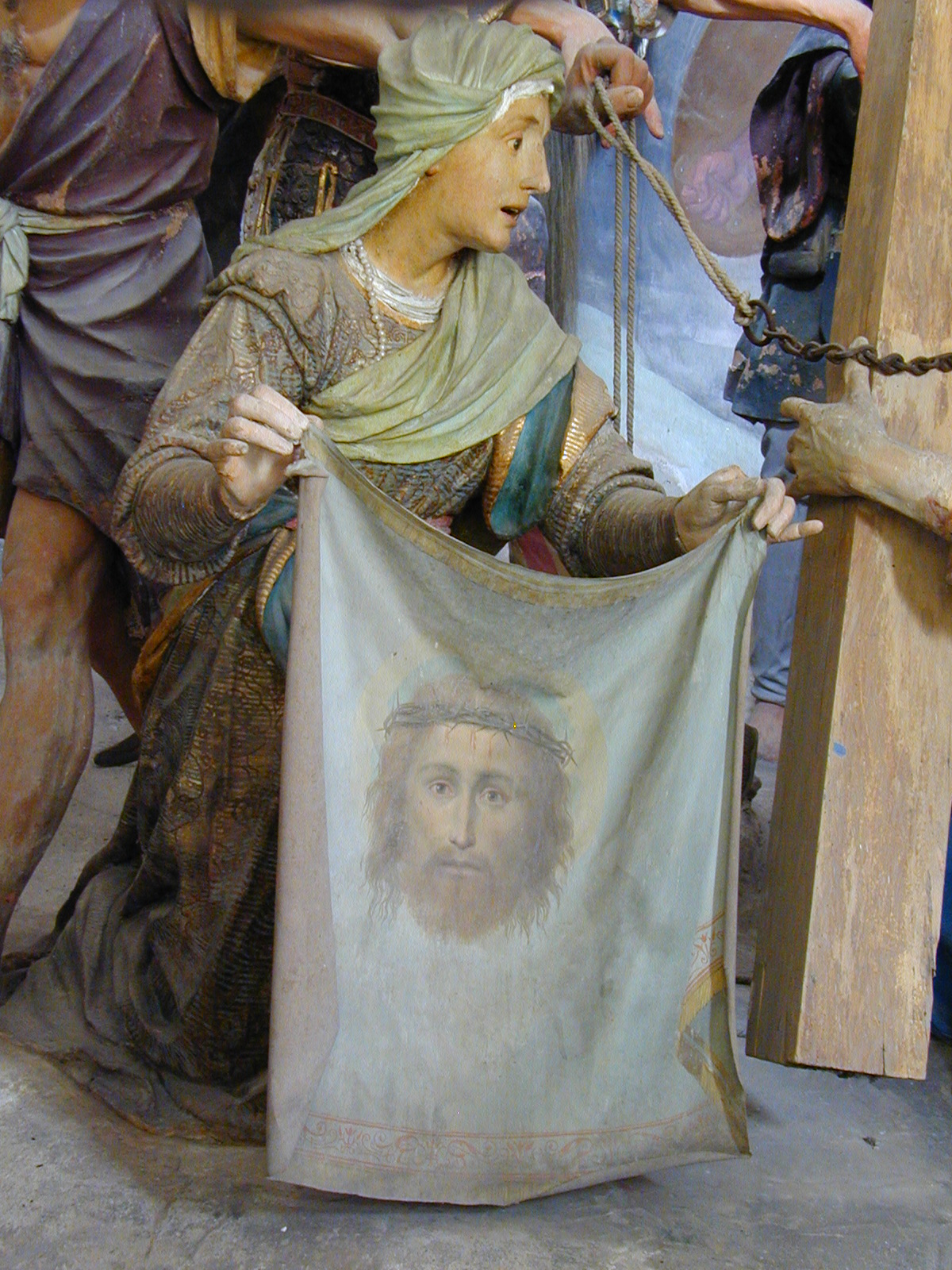
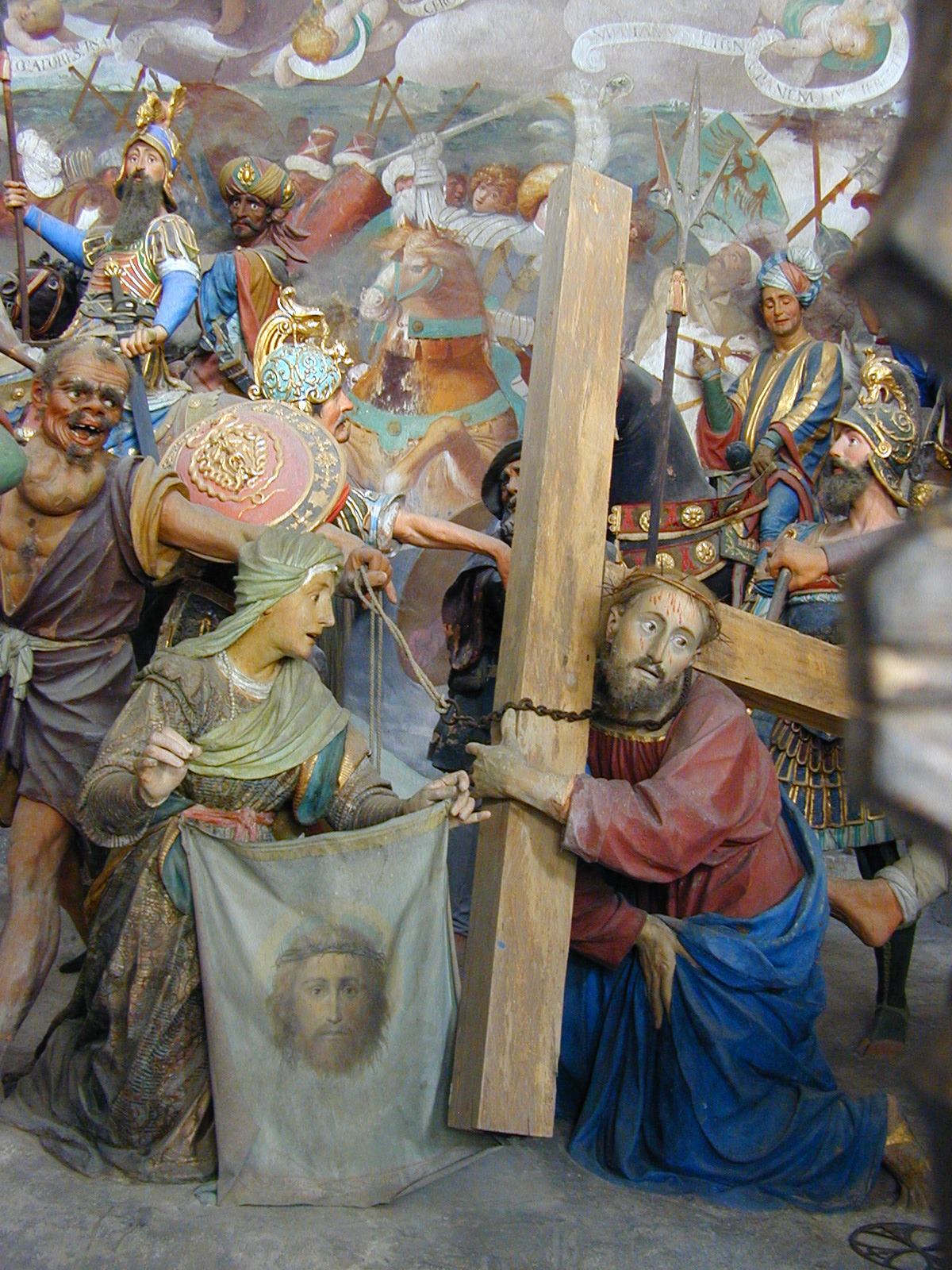

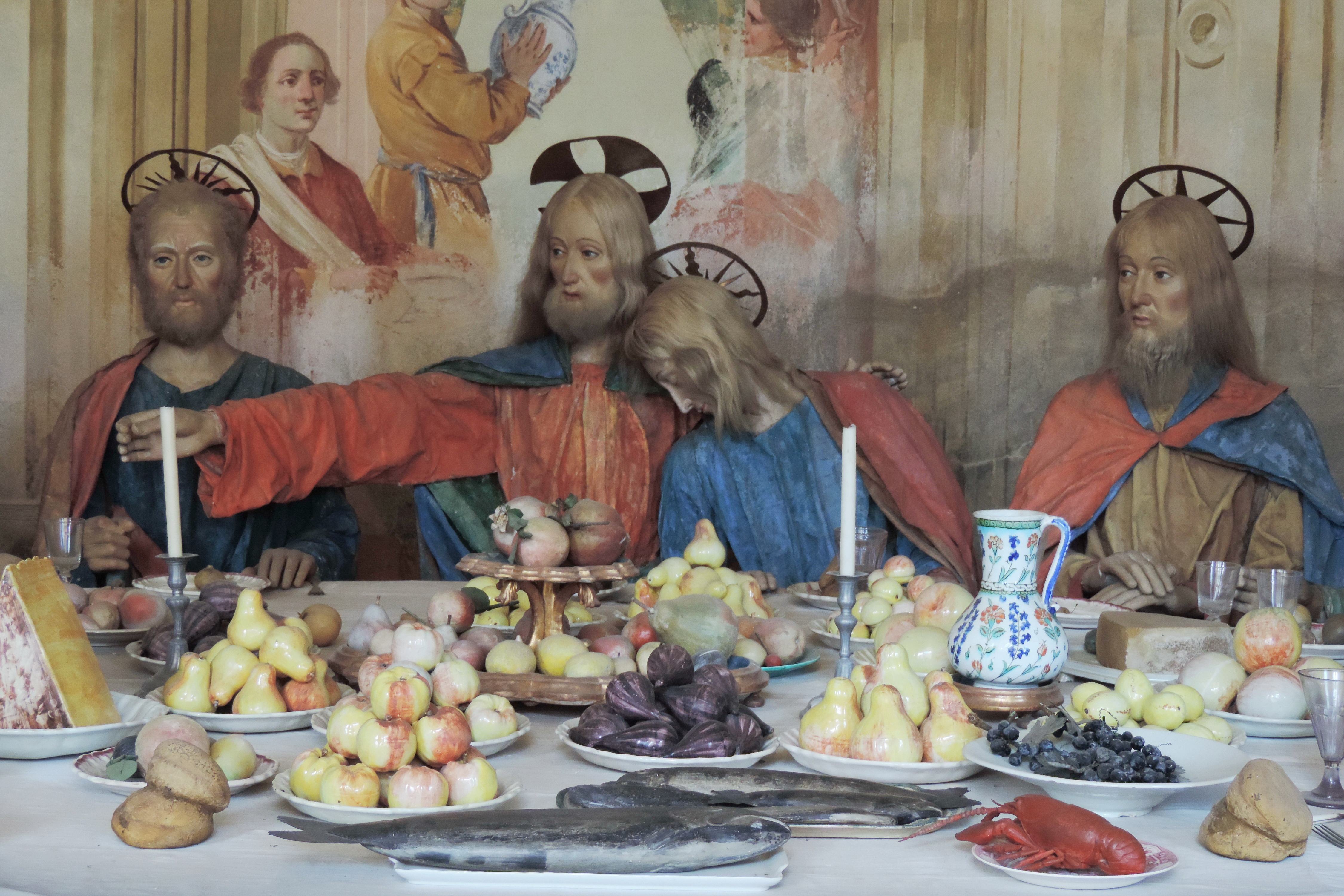
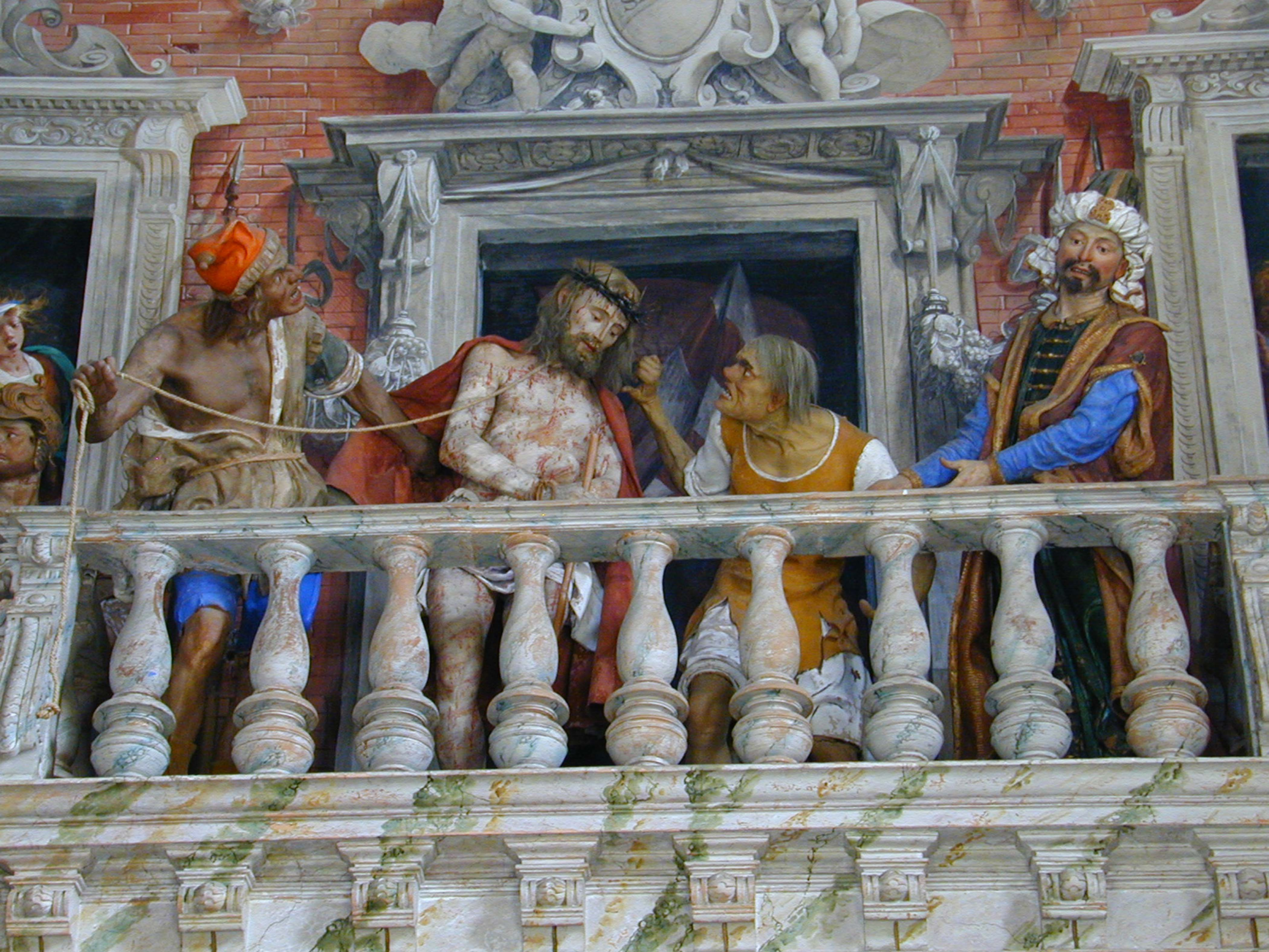